# الجامعة الروسية الحكومية للعلوم الاجتماعية
الجامعة الروسية الحكومية للعلوم الاجتماعية (باللغة الروسية: Российский государственный социальный университет) التي تقع عاصمة روسيا مدينة موسكو هي إحدى الجامعات الروسية وتعتبر أحد مراكز لدراسة العلوم الاجتماعية في البلد. رئيسة الكلية الروسية الحكومية للعلوم الاجتماعية هي الدكتورة في العلوم الاقتصادية ناتاليا بوتشينوك.

## هيكلة الجامعة
الجامعة تضم 16 كلية و9 فروع في روسيا واثنان منها خارجها في بلدان رابطة الدول المستقلة. تقدم الجامعة 95 تخصص التعليم للحصول على درجة البكالوريوس و41 برنامج الحصول على درجة الماجستير بالإضافة إلى 21 برنامج الدراسات العليا وإعادة التدريب المهني والتدريب المتقدم. يدرس في الجامعة نحو 50000 طالب من روسيا ودول أجنبية نصفهم يدرسون في موسكو.

## تاريخ تأسيس وتطوير الجامعة
تأسست الجامعة الروسية الحكومية للعلوم الاجتماعية عام 1991 على أساس المدرسة العليا للحزب الشيوعي. في البداية تركزت أنشطة التدريس والبحوث على مجال العلوم الاجتماعية السياسية فقط. تدريجيا، توسع نطاق أنشطة الجامعة إلى العمل على مشاريع اجتماعية حكومية، فضلا عن تعليم الإداريين الحكوميين العاملين ودعمهم. كما احتلت الجامعة موقف الريادة في مجال تطوير وتخطيط إصلاحات اجتماعية. وغدت الجامعة الروسية الحكومية للعلوم الاجتماعية رائدة في روسيا الاتحادية في أطلاق برامج التعليم في مجال العمل الاجتماعي والعمل الاجتماعي للشباب والتأمين الاجتماعي والشيخوخة الاجتماعية والدعم الاجتماعي للمعوقين. ومنذ إطلاق هذه البرامج كان قد تخرج من الجامعة أكثر من 400000 شخص.

## العلاقات الدولية
تجذب الدراسة في الجامعة الروسية الحكومية للعلوم الاجتماعية والمشاركة في برامجها التعليمية طلاب من دول أجنبية. تتلقى الجامعة نحو 100 طالب للمشاركة في برامجها التبادل الطلابي سنويا من أوروبا وأمريكا الجنوبية وآسيا وبلاد رابطة الدول المستقلة. وللجامعة تاريخ مثمر للتعاون الدولي حيث تم التوقيع على أكثر من 100 اتفاقية مع مؤسسات تعليمية من جميع أنحاء العالم.

## الحرم الجامعي

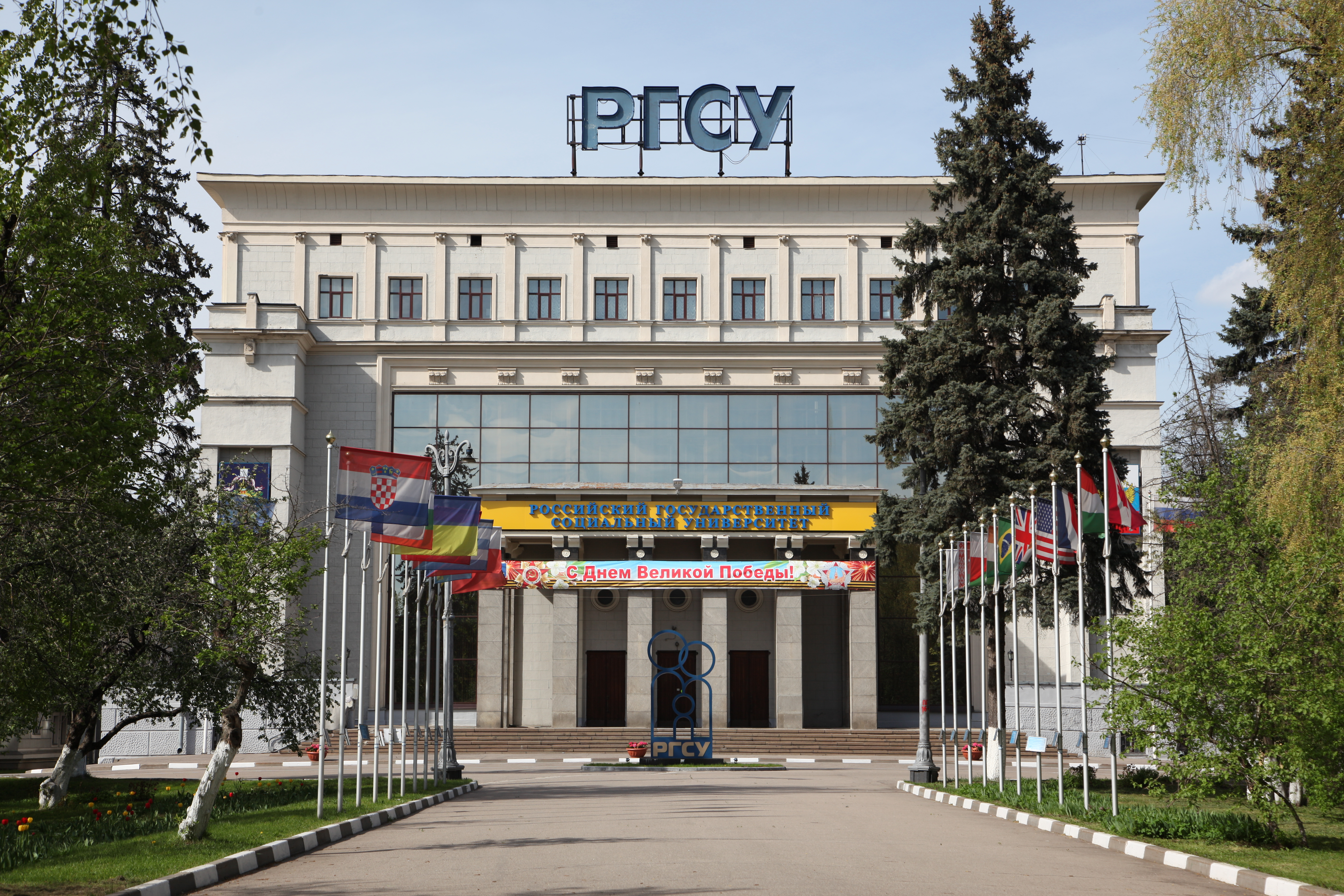
الحرم الرئيسي للجامعة في شارع ولهلم بيك

### حرم فيلهلم بيك
يقع الحرم الرئيسي للجامعة في شارع ولهلم بيك شمال موسكو ويحتوي على مبان إدارية وتعليمية بما في ذلك مكتب الجامعة والمنشآت الرياضية: مركز اللياقة البدنية والمسبح والمسار الجري الخ.

### حرم سترومينقا

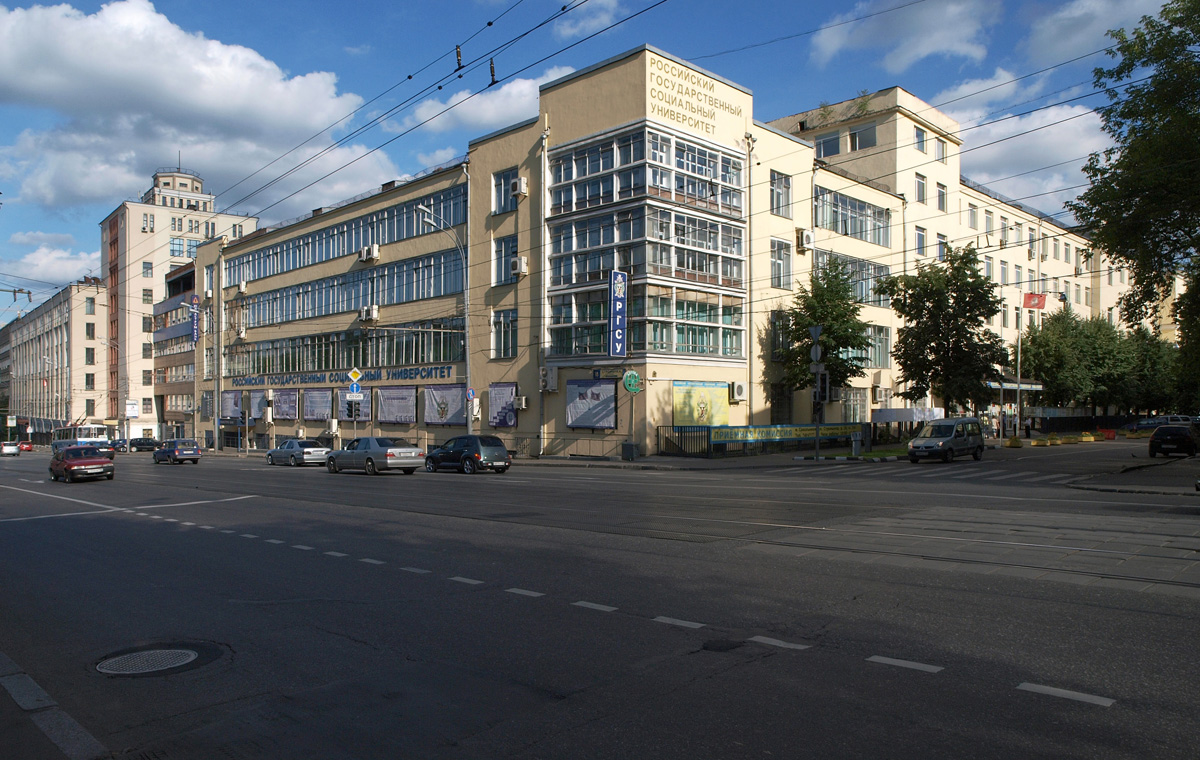
مجمع سترومينقا في شارع سترومينكا

الحرم الثاني للجامعة يقع في شارع سترومينكا شمال شرق المدينة يضم مركز جامعة الثقافي ومركزها الطبي بالإضافة إلى مكتب القبول للطلاب.ويقع المجمع في المنطقة التاريخية فاسمها سوكولنيكي، اللتي كانت من القرن الخامس عشر محمية طبيعية للبيزرة الملكية. واصبحت منطقة سوكولنيكي مكانا مفضلا للاحتفالات لسكان موسكو من زمان بطرس الأكبر. وفي نفس الوقت تم تأسيس قرية سوكولنيكي، وكان يعيش فيها الاشخاص الذين كانو تربى الصقور للبيزرة الملكية.

### حرم لوسيني أوستروف

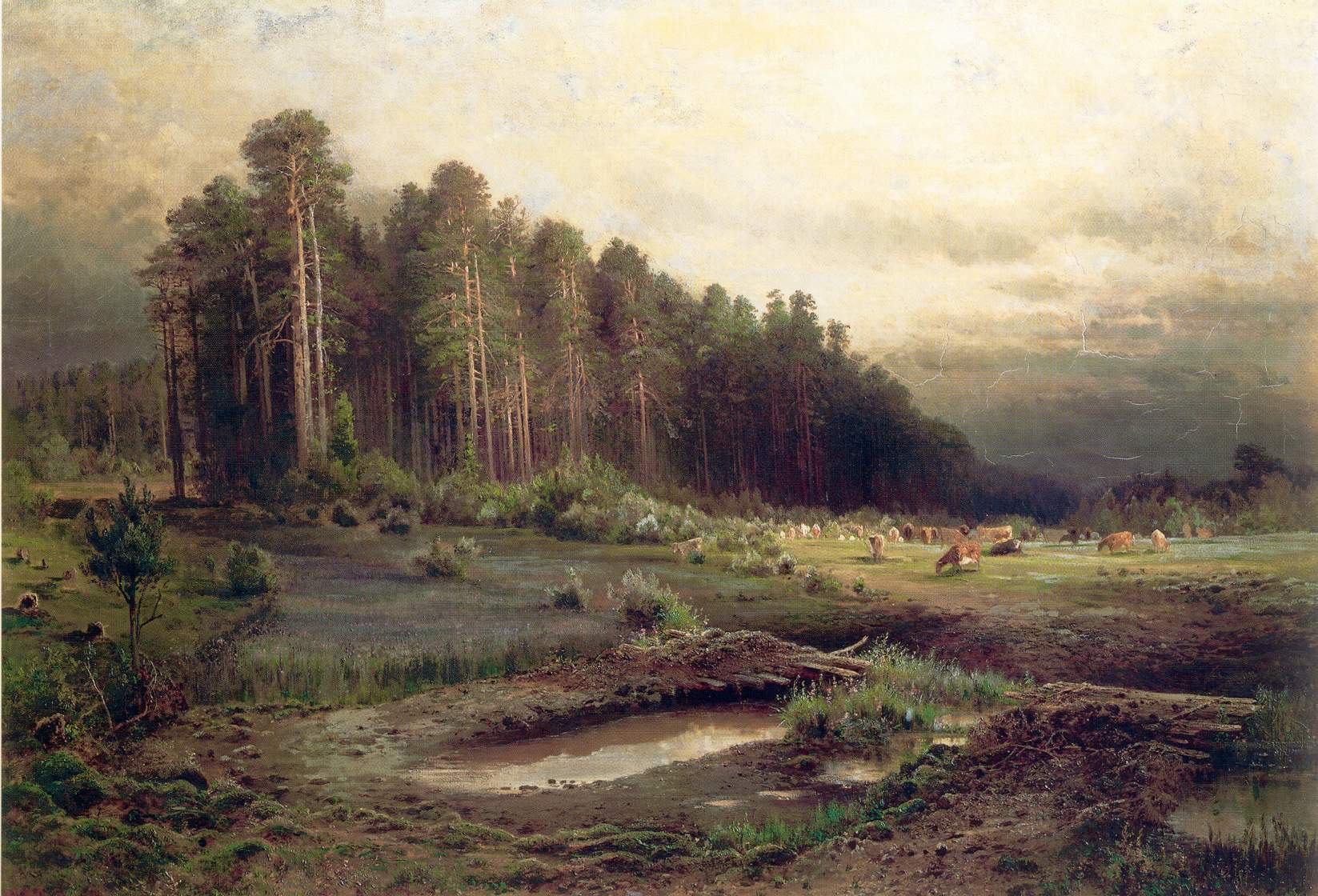
لوسيني أستروف في سوكولنيكي, أليكسي سافراسوف (1869)

أما الحرم الثالث فيقع في المنتزه الوطني «لوسيني أستروف» وهو أحد أنظف مناطق مدينة موسكو بيئيا وتحيطه الغابة الرائعة. تشمل هذا الحرم مبان تعليمية وبيت الطلاب. هذه المنتزه معروفة من القرن الخامس عشر، فكانوا يحبون الملوك والامراء الروس ان يتصيدوا في الحديقة كسبيل المثال، وكان يحب القيصر إيفان الرابع الرهيب صيد الدببة.وتشير التقديرات إلى أنه في مكان ما في الحديقة مفقود ودج الصيد من القيصر الكسي ميخائيلوفيتش، أو بالأحرى ما تبقى منه. ويقول المؤرخون أن المنزل قد تكون القيمة الثقافية والتاريخية. أيضا هناك شائعات بأن هناك الكنوز المخفية. ولكن على الأرجح، وهذا هو مجرد كلام فاضي.

## كليات الجامعة
- كلية العمل الاجتماعي
- كلية العلوم الاجتماعية
- كلية الإدارة
- كلية علم النفس
- كلية التربية الرياضية
- كلية تكنولوجيا المعلومات
- كلية الإدارة التواصلية
- كلية العلوم الإنسانية
- كلية اللغويات
- كلية الفنون والأنشطة الاجتماعية الثقافية
- كلية الحقوق
- كلية الاقتصاد
- كلية التعليم قبل الجامعي
- كلية تعليم كوادر علمية وتربوية
- كلية التعليم المهني الإضافي
- كلية التعليم عبر الإنترنت
- كلية البيئة وضمان الأمن في المجال التقني

## التواريخ الرئيسية
- 1991 - على أساس من مدرسة موسكو للحزب العليا تم وضع مفهوم تطوير الجامعة المقبل كالجامعة الاجتماعية السياسية – تم تأسيس المعهد الروسي للعلوم السياسية الاجتماعية. ولكن قد غير الوضع بعد سقوط الاتحاد السوفييتي: تم إلغاء المعهد الروسي للعلوم السياسية الاجتماعية.
- 1991 – يقضي قرار حكومة الاتحاد الروسي رقم 15 بإنشاء المعهد الدولي الروسي للعلوم الاجتماعية.
- 1991 – تم تأسيس حرم لوسيني أستروف
- 1994 – غير المعهد الدولي الروسي للعلوم الاجتماعية اسمه إلى جامعة موسكو للعلوم الاجتماعية
- 1998 – حصلت جامعة موسكو للعلوم الاجتماعية على وضع الجامعة الكلاسيكية.
- 1999 - تم تأسيس حرم سترومينقا
- 2003 - تم تأسيس حرم فيلهلم بيك.
- 2005 - غيرت جامعة موسكو للعلوم الاجتماعية اسمه إلى الجامعة الروسية الدولية للعلوم الاجتماعية
- 2005 – تم افتتاح الكنيسة الأرثوذكسية باسم أيقونة تيودور لأم الرب على حساب تبرعات الطلاب وموظفي الجامعة.
- 2006 - أصبح المجتمع العلمي للجامعة فائز في جائزة حكومة روسيا الاتحادية في مجال التعليم.

## أبرز الخريجين
- سيرغي كوليووخ - رئيس مدينة فورونيج.
- الكسندرغالوشقا - وزير الاتحاد الروسي بشأن تنمية الشرق الأقصى.
- فاسيلي ياكيمنكو - الشخصية العامة ورجل الدولة ورجل الأعمال.
- ناتاليا بوتشينوك - دكتوراه في العلوم الاقتصادية، أستاذة، رئيس الجامعة الروسية الدولية للعلوم الاجتماعية
- يانا أميلينا - الخبيرة السياسية، خبيرة في مشاكل الحديثة القوقاز والقرم ونهر الفولغا.
- زويا زايتسيفا - المدير الإقليمي لشرق أوروبا ووسط آسيا لشركة LTD QS
- روستام غافورباييف - لاعب هوكي. المهاجم للمنتخب الروسي على الهوكي الديفلمبيادي
- ايكاترينا جاموفا - لاعبة الكرة الطائرة للمنتخب الوطني، أفضل رياضية الروسية في عام 2010
- دينيس لوكاشوف —لاعب الكيك بوكسينغ
- يان نيبومناجي —، لاعب الشطرنج واستاذ دولي كبير (2007). بطل أوروبا في عام 2010, وبطل روسيا في عام 2010
- كوليكوفسكايا يفغينيا - لاعب التنس والمدرب، باطلة الرياضية من الدرجة الدولية في عام 1998. الفائز في أربع بطولات WTA. بطلة روسيا (1996، فصل الشتاء).
- كابرانوفا أولغا - رياضي، لاعبة الجمباز. العالم المتعدد وبطل أوروبا، وباطلة الرياضة المكرمة الروسية.
- موجاروف ميخايل لاعب الشطرنج واستاذ دولي كبير (2014)
- نيكولاي بلاتوشيجكين – رافع الاثقال، مدرب، موظف الرياضة، رجل السياسة.
- ماريا بوروداقوفا - لاعب الكرة الطائرة، عضو في المنتخب الوطني (2005-2013). بطلة العالم (2006 و2010) وباطلة الرياضة المكرمة الروسية (2006)؛
- كيريل اندرييف - مغني، مغني رئيسي في "إفانوشكي إنتيرناشنل».
- إرينا بودوفا — مذيعة روسية
- كاي ميتوف - مغني وملحن. فنان مكريم في روسيا (2015)؛
- سيرغي كارياكين — لاعب الشطرنج. في 12 من عمره أصبح أصغر استاذا دوليا كبيرا في التاريخ، ادراج في موسوعة غينيس للارقام القياسية. وباطلة الرياضة المكرمة الأوكرانية (2005)؛